# Martin Holcát
Martin Holcát (ur. 23 kwietnia 1954 w Pradze) – czeski lekarz, dyrektor praskiego szpitala uniwersyteckiego, w latach 1999–2000 wiceminister zdrowia, od 2013 do 2014 minister zdrowia.

## Życiorys
W 1981 ukończył studia medyczne na Uniwersytecie Karola w Pradze. Uzyskiwał następnie specjalizacje z zakresu otorynolaryngologii – I stopnia w 1983 i II stopnia w 1988. W pierwszej połowie lat 90. został asystentem na macierzystej uczelni. W 1980 podjął pracę jako lekarz w stołecznym głównym szpitalu uniwersyteckim (Všeobecná fakultní nemocnice v Praze). Od 1996 do 1997 pełnił funkcję zastępcy dyrektora tej placówki, a następnie do 2004 był dyrektorem tego szpitala.
W międzyczasie, od 1999 do 2000, zajmował stanowisko pierwszego zastępcy ministra zdrowia. W 2004, po odejściu z funkcji dyrektora VFN w Pradze, zaczął prowadzić własną działalność gospodarczą w branży doradczej. Od 2006 do 2013 był wicedyrektorem szpitala uniwersyteckiego w Motole (Fakultní nemocnice v Motole). Kierował konsylium lekarskim sprawującym opiekę medyczną nad byłym prezydentem Václavem Havlem.
W lipcu 2013 stanął na czele resortu zdrowia w technicznym rządzie Jiříego Rusnoka. Urząd ministra sprawował do stycznia 2014.